# Pellikula
Pellikula – białkowo-lipidowa błona komórkowa otaczająca cytoplazmę protista zwierzęcego, podścielona utworami błoniastymi wzmacniającymi całą konstrukcję komórki. 
W zależności od rodzaju organizmu jest ona cienka (np. u ameby), co zwiększa elastyczność i pozwala na zmiany kształtu, lub też gruba (np. u pantofelka), ograniczająca elastyczność. U wyżej uorganizowanych pierwotniaków pellikula jest bardziej pofałdowana i sprężysta. Na jej powierzchni często można wyróżnić fałdki, listki i dołki, tworzące swoistą mozaikę. Błona niektórych organizmów pokryta jest dodatkowo krzepnącą substancją (np. krzemionką), która tworzy skorupkę lub pancerzyk.
Charakteryzuje się selektywną przepuszczalnością, tzn. pozwala przedostawać się określonym substancjom do wewnątrz lub na zewnątrz komórki, co odgrywa dużą rolę w funkcjach wydzielniczych i pokarmowych pierwotniaka. U niektórych pierwotniaków pod pellikulą może znajdować się pojedyncza warstwa pęcherzyków zwanych alweolami.
Wzajemne przemieszczanie się pasków pellikuli połączone z wydzielaniem śluzu jest podstawą mechanizmu ruchów metabolicznych (euglenoidalnych).